# Balch (prowincja)
Balch (perski: بلخ) – jedna z 34 prowincji afgańskich. Jej stolicą jest Mazar-i Szarif.

## Warunki przyrodnicze
Prowincja graniczna z Turkmenistanem oraz z Tadżykistanem (na północy), graniczy ponadto z prowincjami Kunduz na wschodzie, Samangan na południowym wschodzie Sar-e Pol na południowym zachodzie i z Dżozdżan na zachodzie.

## Ludność
Dominującą grupą ludności zamieszkującą w prowincji są Tadżycy. Ponadto zauważalną grupą są Pasztuni oraz Uzbecy. Ponadto istnieją rejony (wsie, okręgi) zamieszkane przez Ajmaków, Turkmenów oraz Hazarów.

## Historia
Region, w którym znajduje się prowincja, jest jednym z najstarszych siedlisk zorganizowanych społeczności ludzkich. Często wskazywany jest jako miejsce narodzin cywilizacji irańskiej. Jest to starożytny rejon Zariaspa (staroperski: Złote konie), (grecki: Ζαρίασπα), późniejsza Baktra (grecki: Βακτρα) stanowił trzon terytorium Baktrii. Terytorium oparte w północnej części o brzegi Amu-darii obejmowało szlaki handlowe łączące środkową Azję z jej centrami wytwórczymi, brzegi Morza Kaspijskiego z jednej strony kierujące się do przełęczy Chajber z drugiej strony.
Ok 500 r. p.n.e. obszar ten zawojowali Persowie. Z kolei pogromca imperium perskiego – Aleksander Macedoński ustanowił tu satrapię Baktria, osadzając na jej terytorium greckich osadników.
Następnie terytorium Balch kolejno wchodziło w skład imperiów Seleukidów oraz Sasanidów. Po inwazji arabskiej ok. 700 roku n.e. przechodziło różne koleje losu, by na początku XIII wieku doznać najazdu Mongołów pod wodzą Dzyngis-Chana, kiedy to zostało w znacznym stopniu zniszczone i wyludnione.

## Powiaty

Powiaty prowincji Balch

Prowincja Balch dzieli się na 14 powiatów:
- Balch
- Char Bolak
- Charkint
- Chimtal
- Dawlat Abad
- Dihdadi
- Kaldar
- Khulm
- Kishindih
- Marmul
- Mazar-i-Szarif
- Nahri Shahi
- Sholgara
- Shortepa